# Wolfgang Ehrl
Wolfgang Ehrl   (Múnic, 4 de març de 1912 - Múnic, 11 de juny de 1980) va ser un lluitador alemany, que combinà la lluita grecoromana i la lluita lliure, que va competir entre les dècades de 1930 i 1950.
El 1932 va prendre part en els Jocs Olímpics de Los Angeles, on guanyà la medalla de plata en la competició del pes ploma del programa de lluita grecoromana. Quatre anys més tard, als Jocs de Berlín, guanyà una nova medalla de plata, però en aquesta ocasió en la competició del pes ploma del programa de lluita lliure.
En el seu palmarès també destaquen tres medalles al Campionat d'Europa de lluita, una d'or, una de plata i una de bronze; i vuit campionats nacionals. El 1952 passà al professionalisme.